# Roberto di Nantes
Roberto di Nantes (Saintonge, ... – 8 giugno 1254) è stato patriarca latino di Gerusalemme tra il 1240 e il 1254.

## Biografia
Robert era originario di Saintonge in Francia. Fu vescovo in una località della Puglia, eventualmente la diocesi di Aquino, da dove fu espulso dall'imperatore del Sacro Romano Impero Federico II ad un certo punto prima del 1236.

### Diocesi di Nantes
Nell'agosto 1236 fu nominato vescovo di Nantes da papa Gregorio IX. Una volta insediato, Robert entrò in conflitto con il duca di Bretagna Pierre de Dreux e suo figlio, Jean le Roux, entrambi accusati di essersi appropriati dei beni della chiesa bretone. Roberto se ne lamentò con Gregorio in più occasioni e si presentò di persona a Roma nel 1238.

### Patriarcato di Gerusalemme
Nel frattempo, l'imperatore Federico II pretendeva di agire come reggente del regno di Gerusalemme per conto del figlio minore Corrado la cui madre, Isabella, morta di parto nel 1228, era regina di Gerusalemme. Federico venne scomunicato da papa Gregorio e poi respinto da alcuni baroni di Gerusalemme. Alla morte del patriarca Gerardo di Losanna, nel 1239 durante la crociata dei baroni, i canonici della chiesa del Santo Sepolcro di Gerusalemme elessero Jacques de Vitry, già vescovo di San Giovanni d'Acri per sostituirlo. Anche Jacques morì presto, così papa Gregorio trasferì Roberto in questa sede il 15 maggio 1240. Con ogni probabilità, Gregorio nominò Roberto grazie all'esperienza di quest'ultimo con Federico in Puglia qualche anno prima.
Gregorio IX, nel frattempo, morì nel 1241 e Innocenzo IV gli succedette solo nel 1243. Roberto rimase in Europa durante questo periodo e non arrivò a Gerusalemme fino al 1244. Non appena arrivato in Terra santa, i Corasmi presero Gerusalemme in agosto e, nell'ottobre dello stesso anno, i Corasmi e i loro alleati Ayyubidi d'Egitto sconfissero una coalizione composta dall'esercito del regno dei crociati e da quello del sultano di Damasco nella battaglia di La Forbie. Roberto prese parte alla battaglia e sfuggì alla morte. Quindi si prefisse il compito di convincere i re europei a unirsi alla successiva crociata inviando, ad esempio, una reliquia del sangue di Cristo al re Enrico III d'Inghilterra nel 1247. Questo tentativo non ebbe successo e la settima crociata fu guidata da Luigi IX di Francia contro l'Egitto nel 1250. Luigi venne sconfitto e fatto prigioniero durante la battaglia di Mansura e Roberto era tra coloro che furono imprigionati con il re.

### Morte ed eredità
Roberto morì l'8 giugno 1254. Potrebbe aver avuto più di ottant'anni; secondo Jean de Joinville era un "uomo vecchio e antico" nel 1250. I canonici del Santo Sepolcro elessero come suo successore Opizo dei Fieschi, Patriarca latino di Antiochia e nipote di Papa Innocenzo IV, ma Innocenzo morì prima di confermare l'elezione e il nuovo Papa, Alessandro IV, nominò al suo posto il vescovo di Verdun Jacques Pantaléon.